# Omanuperla hollowayae
Omanuperla hollowayae is een steenvlieg uit de familie borstelsteenvliegen (Perlidae). De wetenschappelijke naam van de soort is voor het eerst geldig gepubliceerd in 1991 door McLellan.